# Nol Gregoor
Arnoldus Huibertus (Nol) Gregoor ('s-Gravenhage, 10 augustus 1912 – Doorn, 15 mei 2000) was een Nederlands literatuurcriticus, essayist, dichter en interviewer.

## Biografie
Gregoor werd geboren in het gezin van smid Johannes Gregoor en Catharina Mulder. Nol Gregoor werd bekend door zijn studies over het werk van schrijver Simon Vestdijk met wie hij later bevriend raakte. Begin jaren zestig werkte hij mee aan literaire radiouitzendingen van de AVRO. Hierin ontving hij diverse schrijvers, zoals Harry Mulisch, Willem Brakman, Remco Campert en Ferdinand Bordewijk. Hij was een bewonderaar van het werk van Nescio.
Op oudere leeftijd organiseerde hij samen met dichter en Vrije Volk-journalist Jan H. de Groot en harpiste Phia Berghout literaire bijeenkomsten in het verzorgingshuis Boswijk in Doorn. 
Zijn eigen literaire oeuvre was klein. Nol Gregoor was een broer van lithografisch tekenaar Jan Gregoor.

## Publicaties
- 1958 - Simon Vestdijk en Lahringen;
- 1973 - Aantekeningen bij S. Vestdijk's Kind tussen vier vrouwen.